# Richard Matheson
Richard Matheson (Allendale, New Jersey, 1926. február 20. – Los Angeles, Kalifornia, 2013. június 23.) amerikai horror-, fantasy- és sci-fi-szerző, valamint forgatókönyvíró.

## Élete
Allendale-ben, New Jerseyben született norvég bevándorlók gyermekeként. Brooklynban nőtt fel, és a brooklyni Műszaki Középiskolában végzett 1943-ban. Később belépett a hadseregbe és a második világháború alatt a gyalogságnál szolgált. 1949-ben a Missouri egyetemen újságírói diplomát szerzett, majd 1951-ben Kaliforniába költözött.
1952-ben megházasodott, négy gyermeke született, közülük hárman (Chris, Richard Christian és Ali Matheson) szintén történet- és forgatókönyvírók.
Los Angelesben hunyt el 2013. június 23-án.

## Művei

### Regények
- 1977 – What Dreams May Come; Csodás álmok jönnek; fordította: Magyar Éva; Verbárium, Budapest, 1999
- 1954 – I Am Legend; Legenda vagyok; fordította: Kamper Gergely; Aranytoll, Szeged, 2008

### Novellák
- A vizsga (1954)
- Duel; Párbaj; fordította: Kleinheincz Csilla; in: Az Usher-ház vége. Filmklasszikusokat ihlető rémtörténetek; Gabo, Budapest,  2023